# Erlach (Adelsgeschlecht)

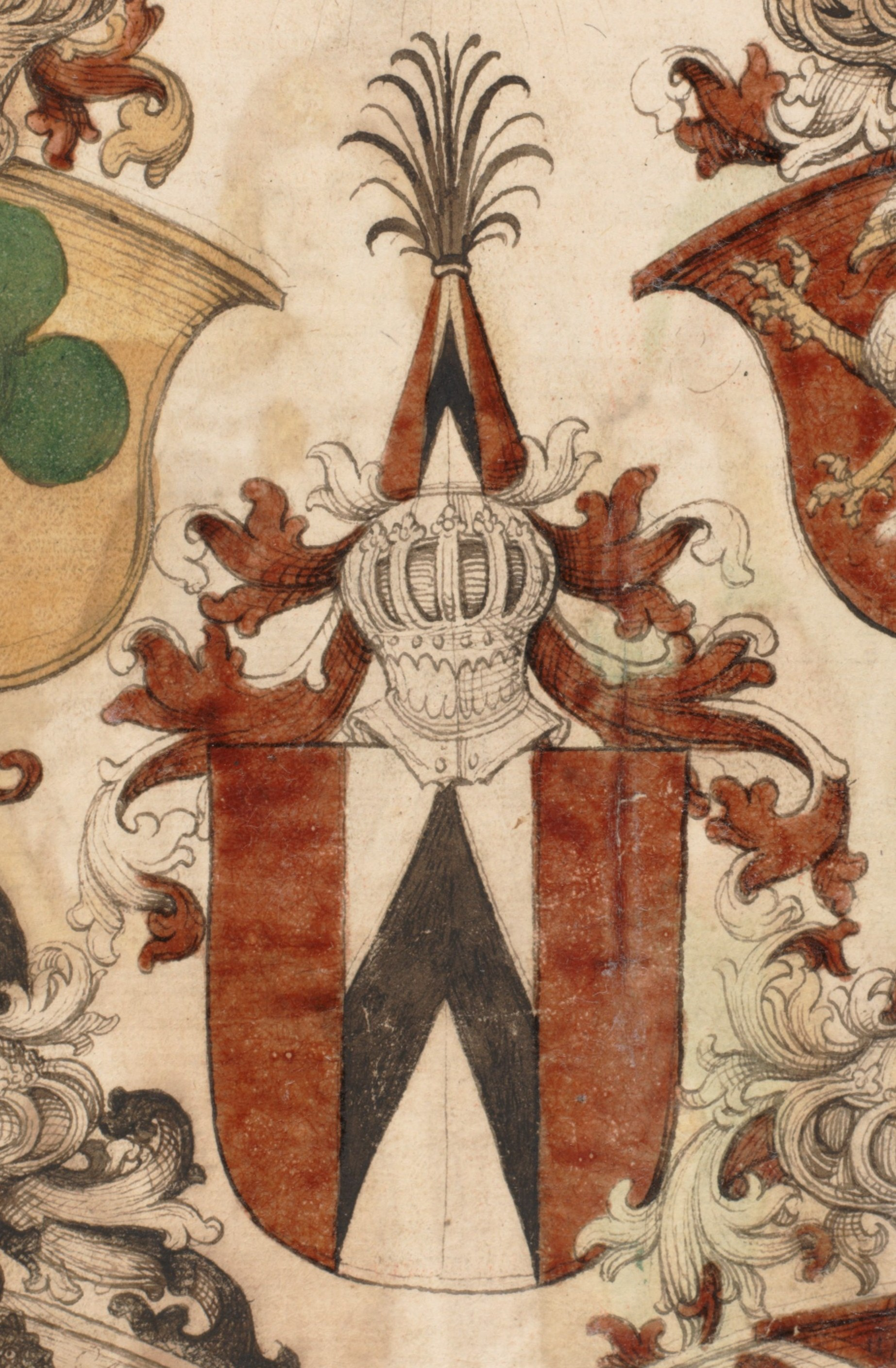
Wappen derer von Erlach in der Spiezer Chronik (um 1480)

Die von Erlach sind ein Uradelsgeschlecht der souveränen Stadt und Republik Bern. Der österreichische Feldmarschallleutnant Hieronymus von Erlach (1667–1748) wurde 1712 in den Reichsgrafenstand erhoben.

## Geschichte

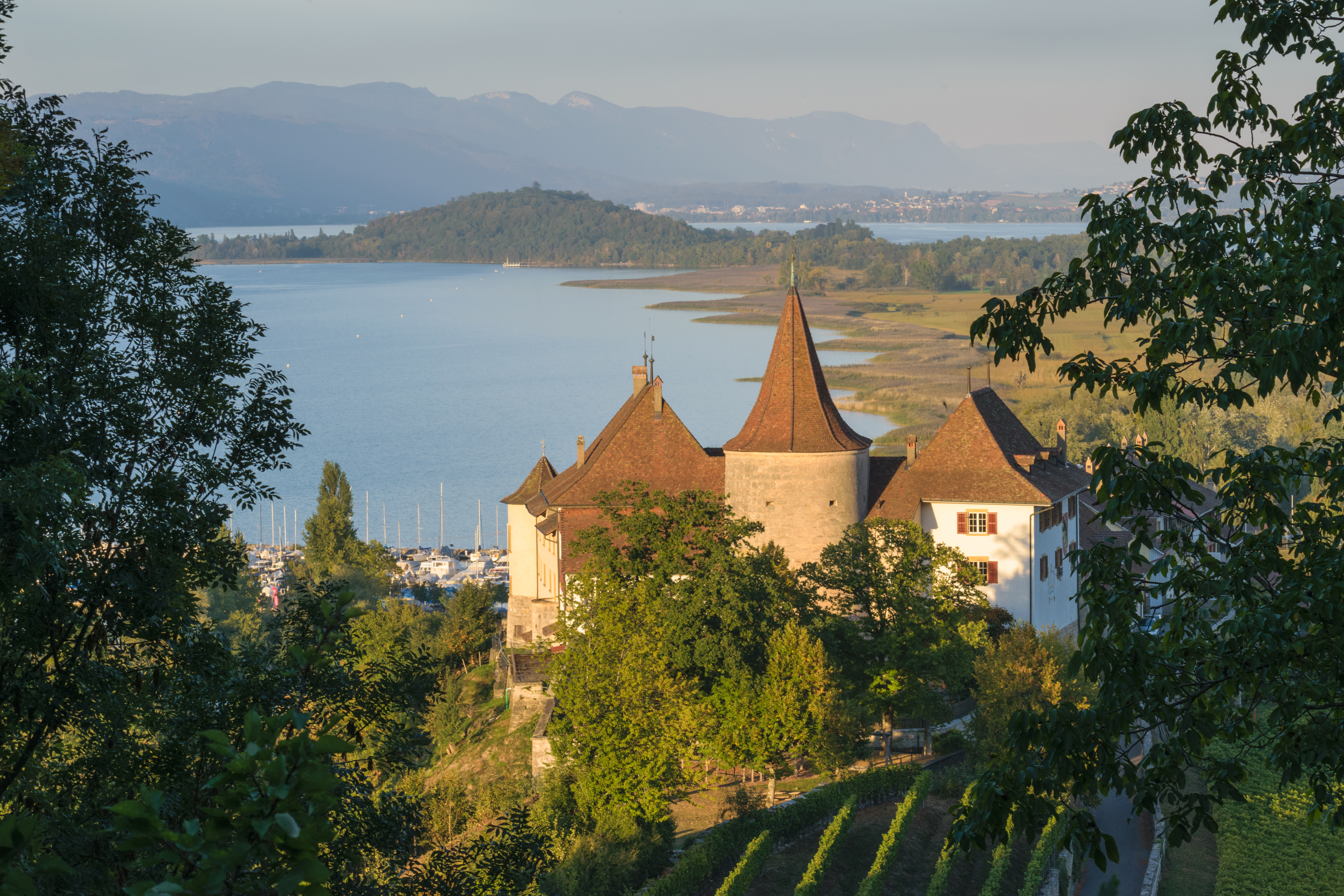
Schloss Erlach am Bielersee

Die Herren von Erlach waren ursprünglich Ministerialen der Herren und späteren Grafen von Neuenburg auf Schloss Erlach in Erlach am Bielersee, wo sie als neuenburgische Burgmannen dienten. Seit dem frühen 13. Jahrhundert sind sie in Bern ansässig und gehören zum Berner Patriziat.
Nachdem das Freiburger Adelsgeschlecht Velga mit Wilhelm von Velga, 1509–1511 Freiburger Bürgermeister, in männlicher Linie ausgestorben war, brachte dessen Tochter Dorothee den grossen Familienbesitz in die Ehe mit Hans Rudolf von Erlach ein, so dass das Ehepaar zu ihrer Zeit zu den reichsten Bürgern Berns zählte.
Die Nachkommen des Hieronymus von Erlach führen den Titel Reichsgraf von Erlach.

## Familienwappen

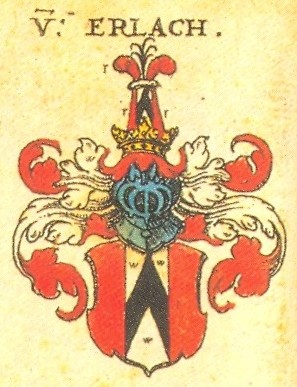
Wappen derer von Erlach (in: J. Siebmacher, 1605)

Beschreibung: In Rot ein silberner (weisser) Pfahl, belegt mit einem schwarzen Sparren.

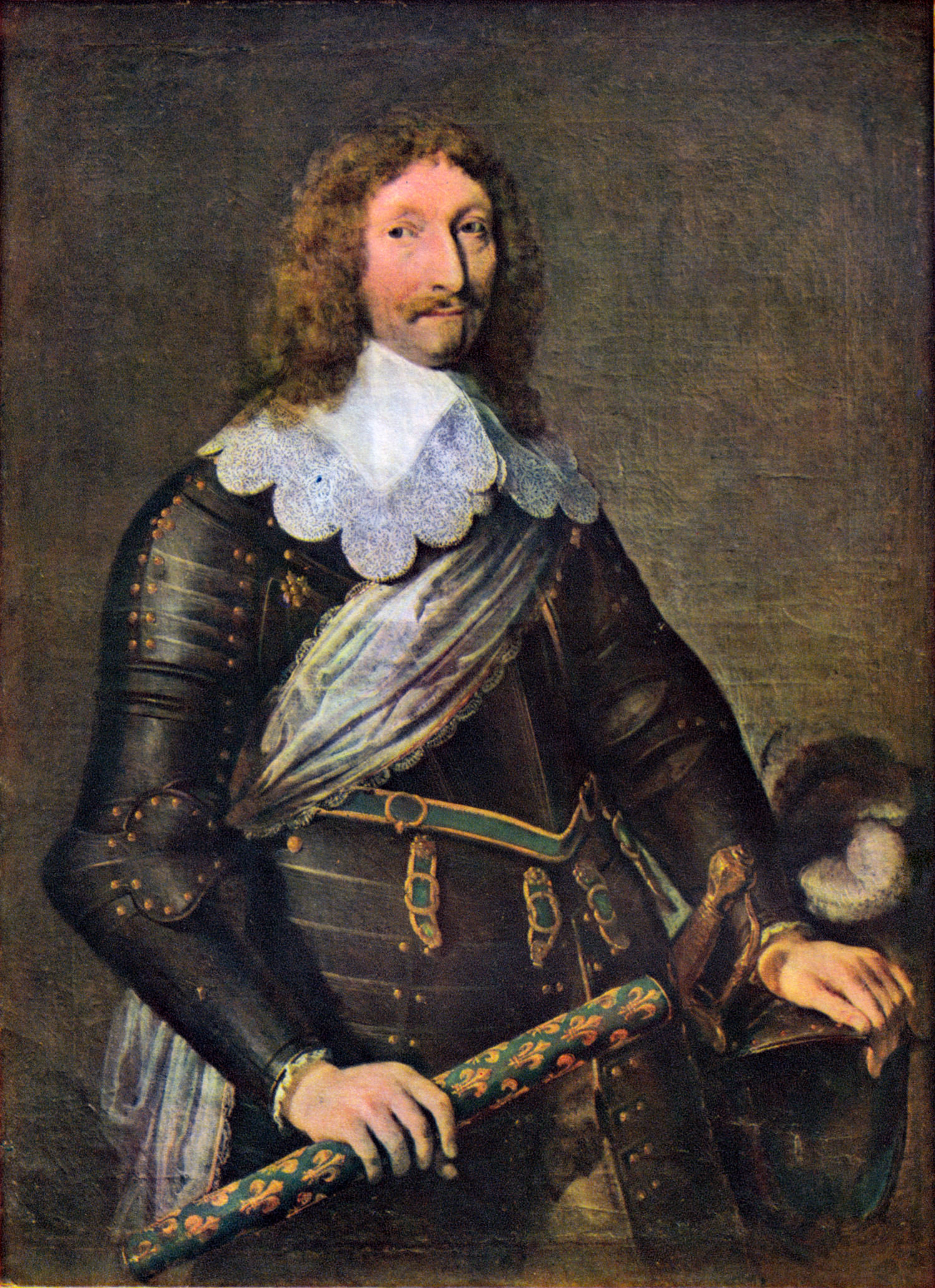
Johann Ludwig von Erlach (1595–1650), Söldnerführer im Dreissigjährigen Krieg

## Personen
- Rudolf von Erlach (um 1299–1360), Anführer in der Schlacht bei Laupen
- Ulrich von Erlach († 1465), Schultheiss von Bern, Herr zu Wil
- Ludwig von Erlach (1470–1521), Söldnerführer
- Johann von Erlach (1474–1539), Schultheiss von Bern
- Diebold von Erlach (1541–1565), erster Schweizer in Amerika
- Burkhard von Erlach (1566–1640), deutscher Jurist und Hofmarschall
- Johann Ludwig von Erlach (1595–1650), Söldnerführer im Dreissigjährigen Krieg, Ratsherr in Bern
- Sigmund von Erlach (1614–1699), Anführer der Berner Truppen im Schweizer Bauernkrieg und im Ersten Villmergerkrieg
- Sigmund von Erlach (1671–1722), Kommandeur der Schweizer Garde am preußischen Hof
- Rudolf Ludwig von Erlach (1749–1808), Offizier, Politiker und Schriftsteller
- Franz von Erlach (1819–1889), Offizier und Militärhistoriker
- Sophie Marie von Erlach, geborene von May (1829–1911), Malerdilettantin und Erzieherin von Luise von Preußen
- Ada von Erlach (1853–1907), Malerin
- Anna Elisabeth von Erlach (1856–1906), Malerin
- Gertrud von Erlach (1861–1937), Malerin

### Reichsgrafen von Erlach

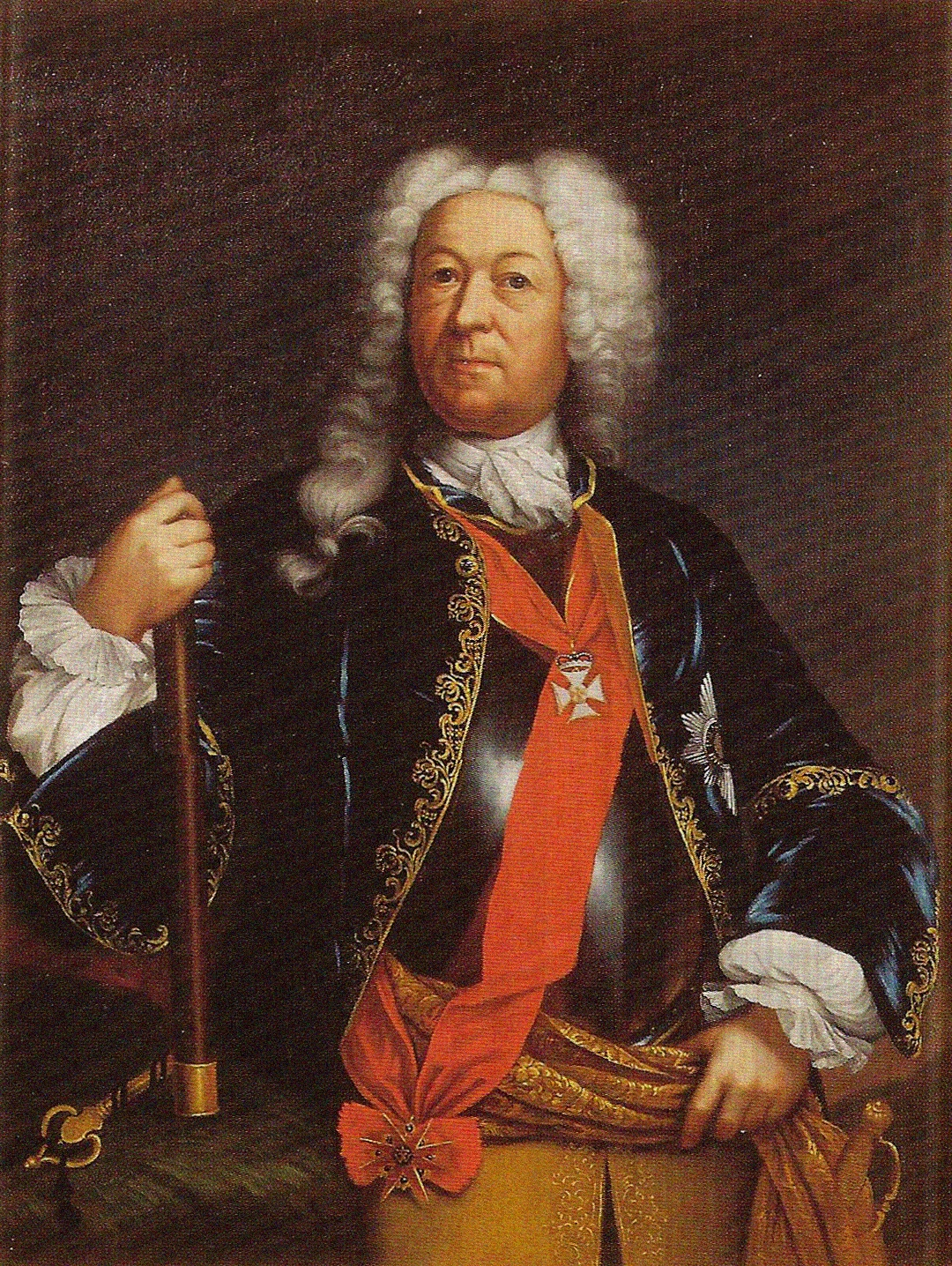
Hieronymus Graf von Erlach (1667–1748), Feldmarschall-Leutnant

- Hieronymus von Erlach (1667–1748), seit 1712 Reichsgraf, österreichischer Feldmarschallleutnant, Ratsmitglied und Schultheiss zu Bern, Bauherr des Erlacherhof in Bern sowie von Schloss Hindelbank und Schloss Thunstetten
- Albrecht Friedrich von Erlach (1696–1788), Oberst und Schultheiss
- Karl Ludwig von Erlach (1746–1798), General
- Robert von Erlach (1794–1879), Oberamtmann zu Konolfingen
- Ingeborg von Erlach geb. Heuer (1940–2023), Künstlerin

### Zweig Altenburg
- August Leberecht von Erlach (1680–1754), Hofmarschall in Anhalt-Bernburg
- Friedrich August von Erlach (1721–1801), königlich preußischer Generalleutnant

## Bilder

### Stadtpalais

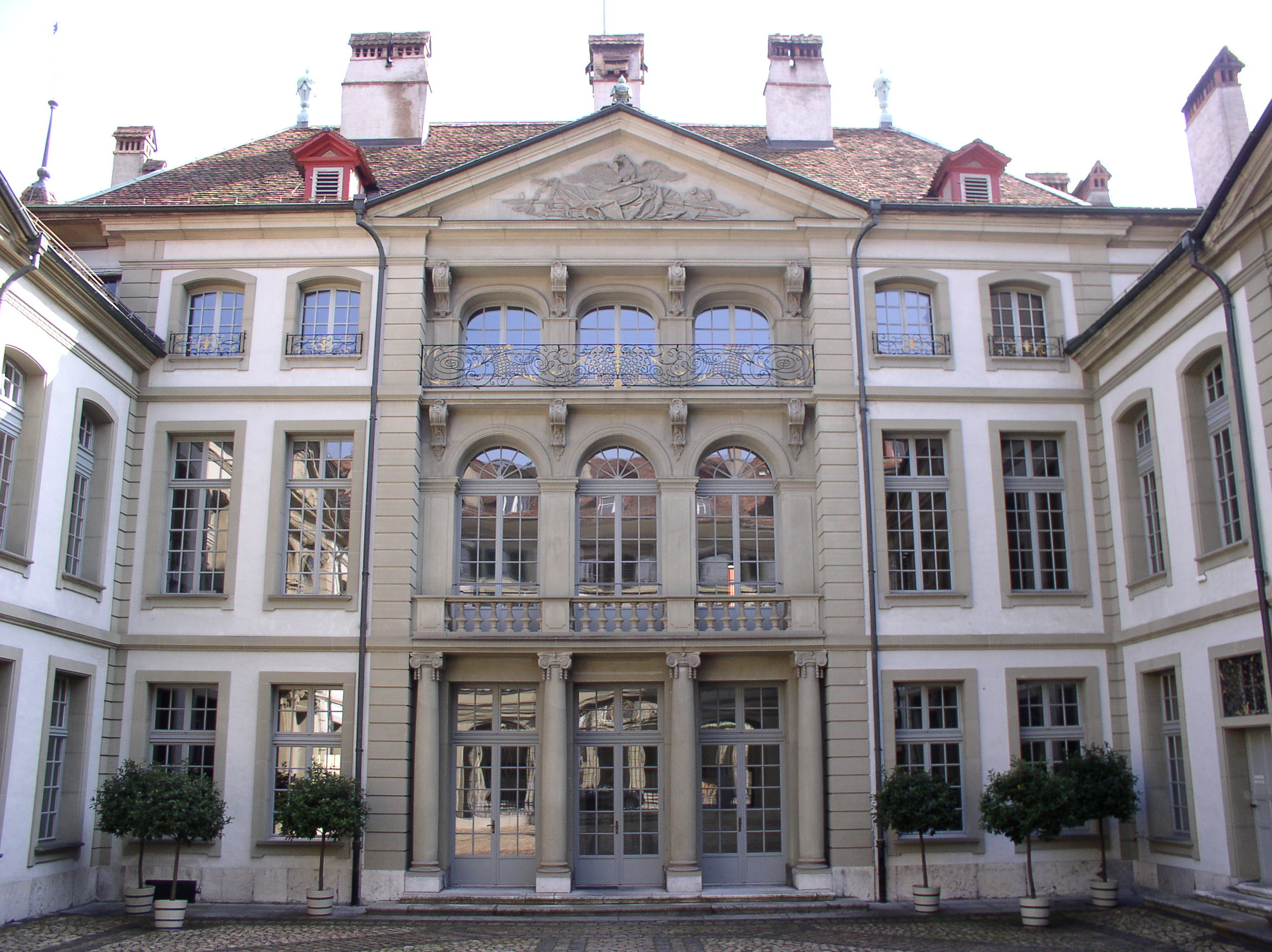
Bern, Erlacherhof
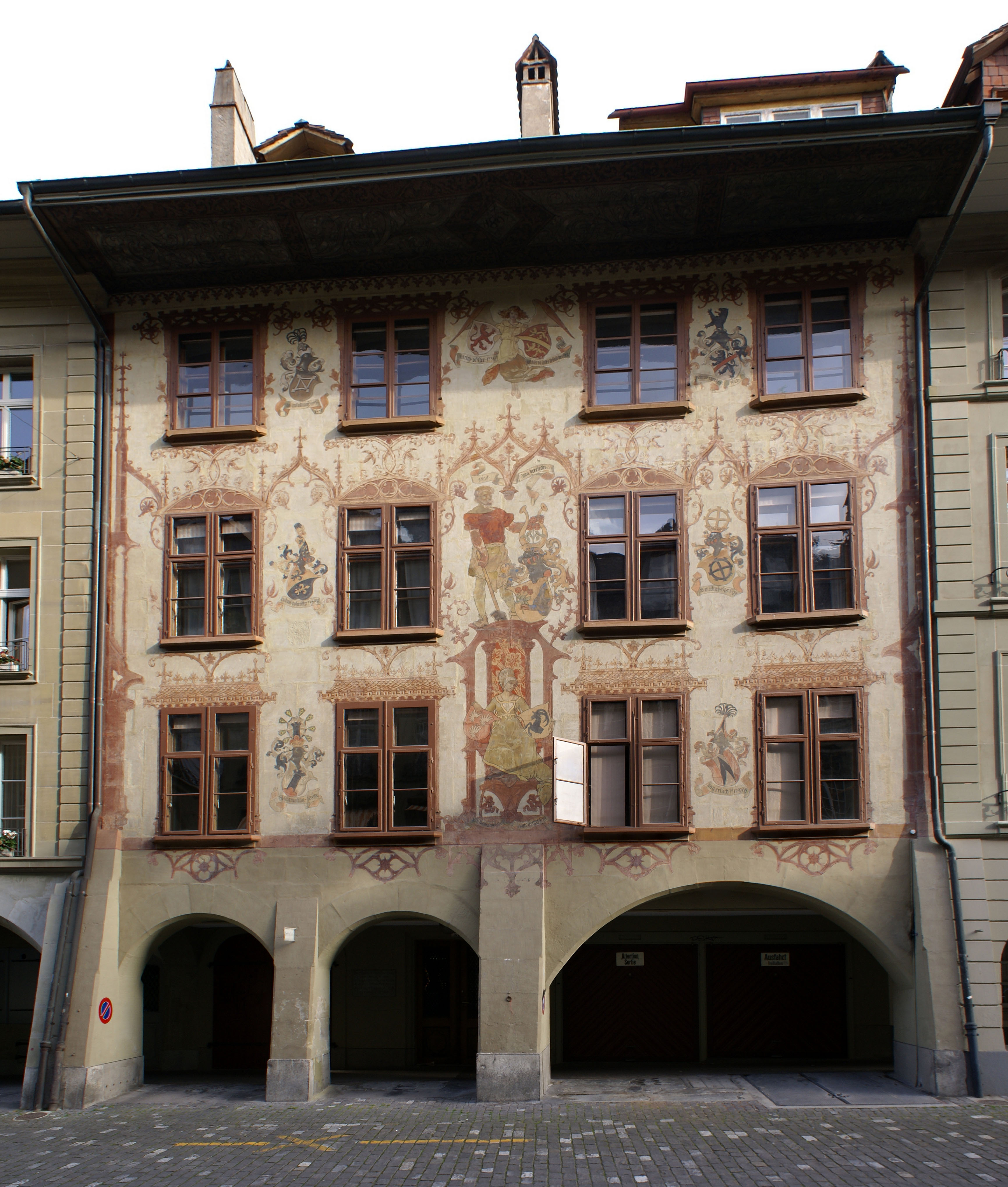
Bern, Junkerngasse 51

### Güter

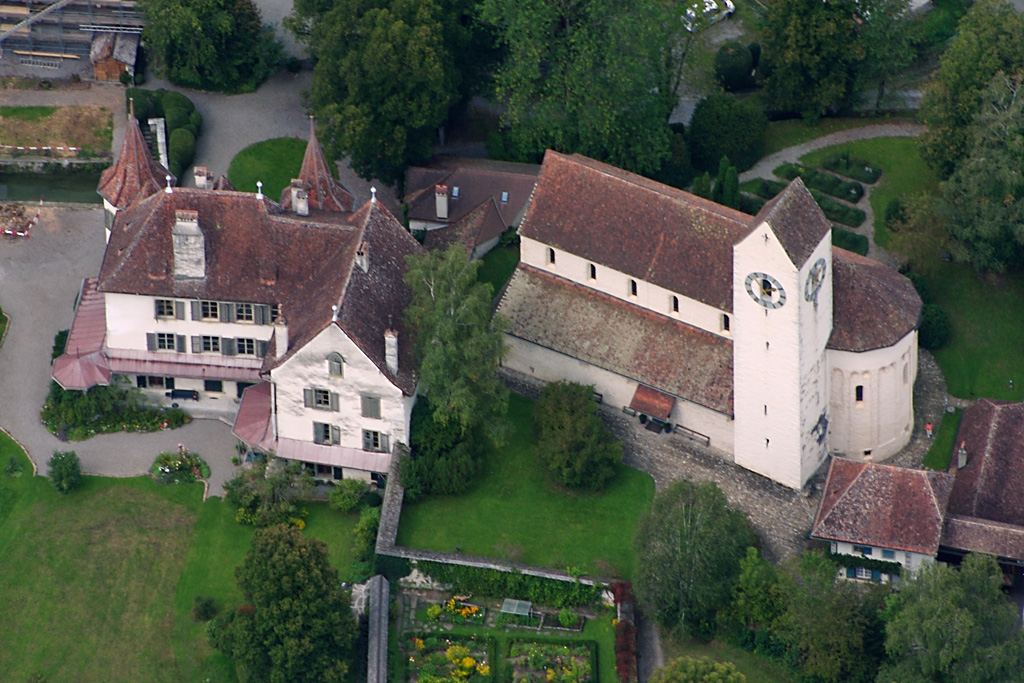
Schloss Amsoldingen
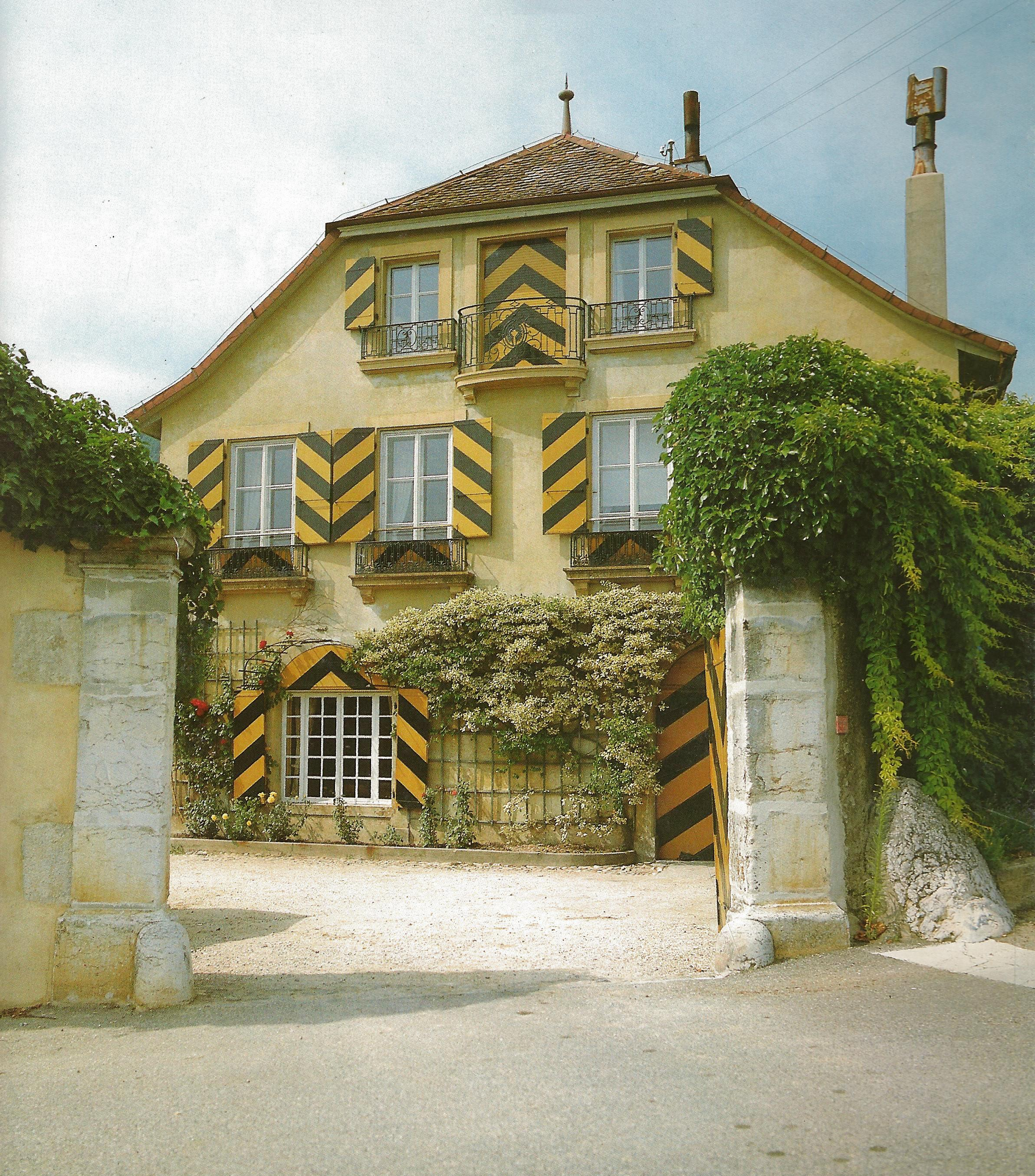
Belletruche
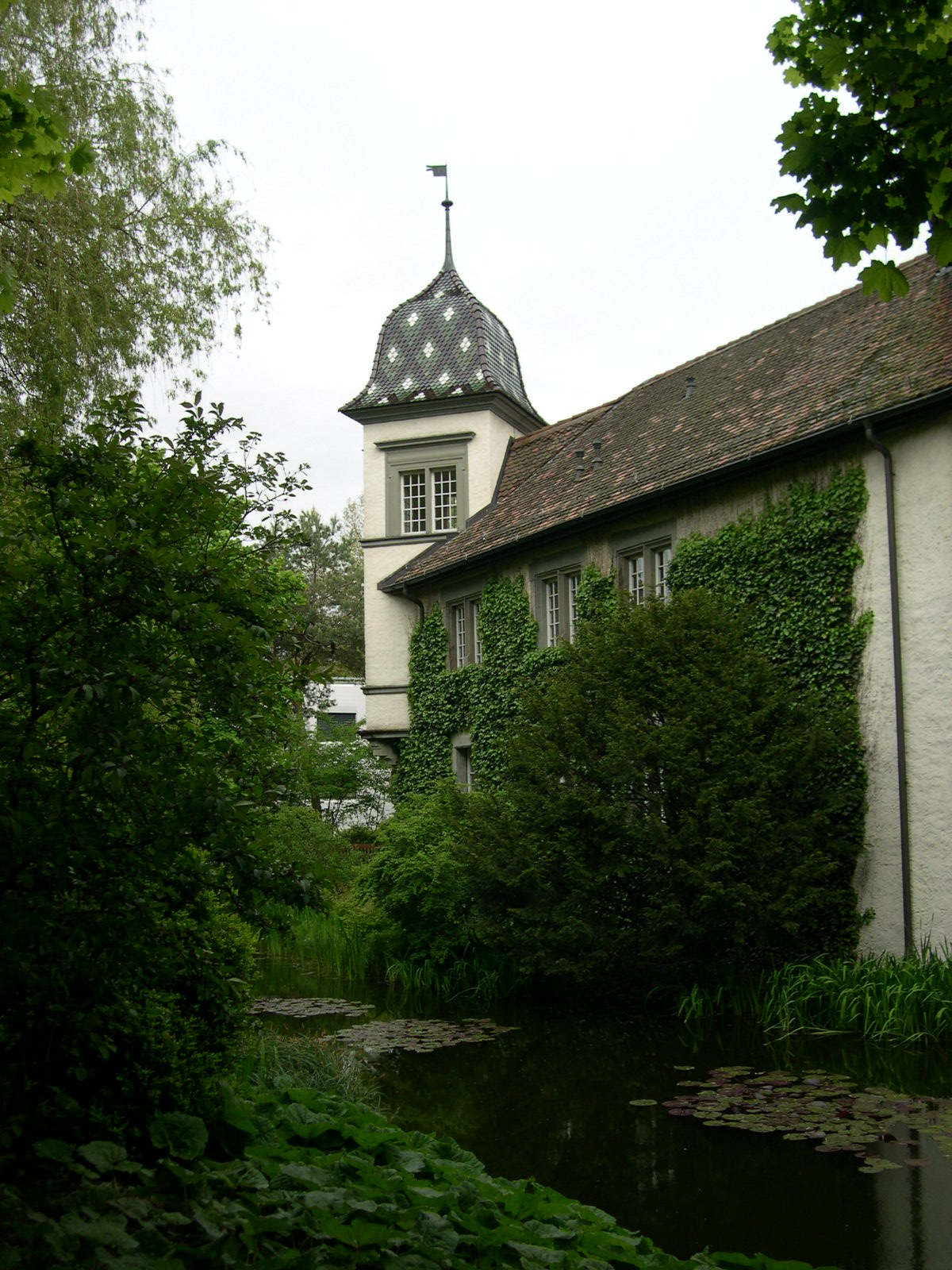
Altes Schloss Bümpliz
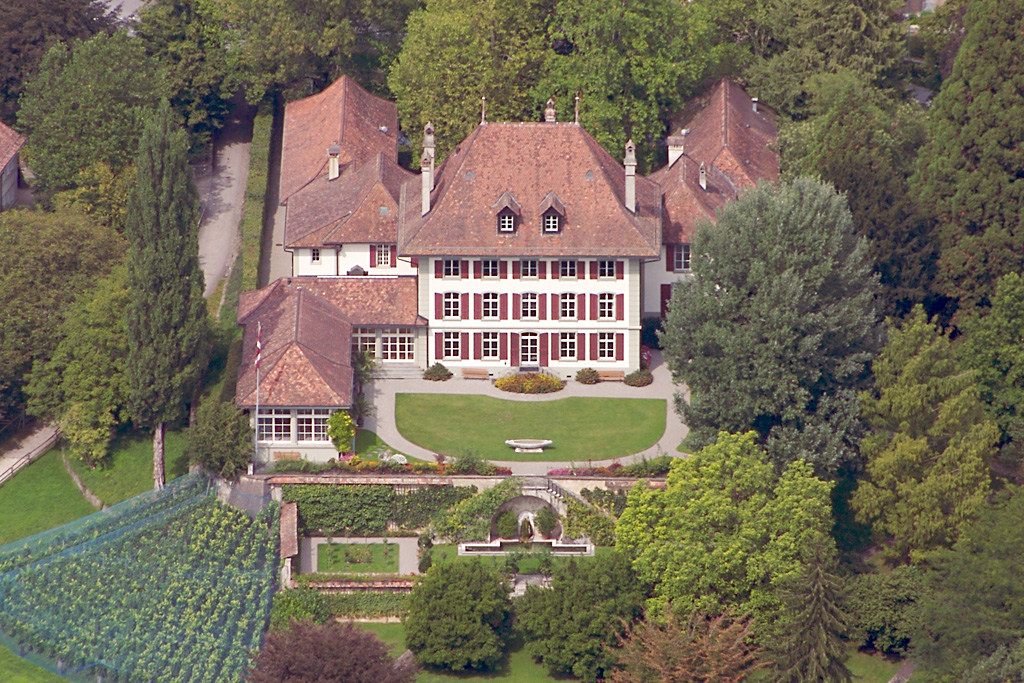
Neues Schloss Gerzensee
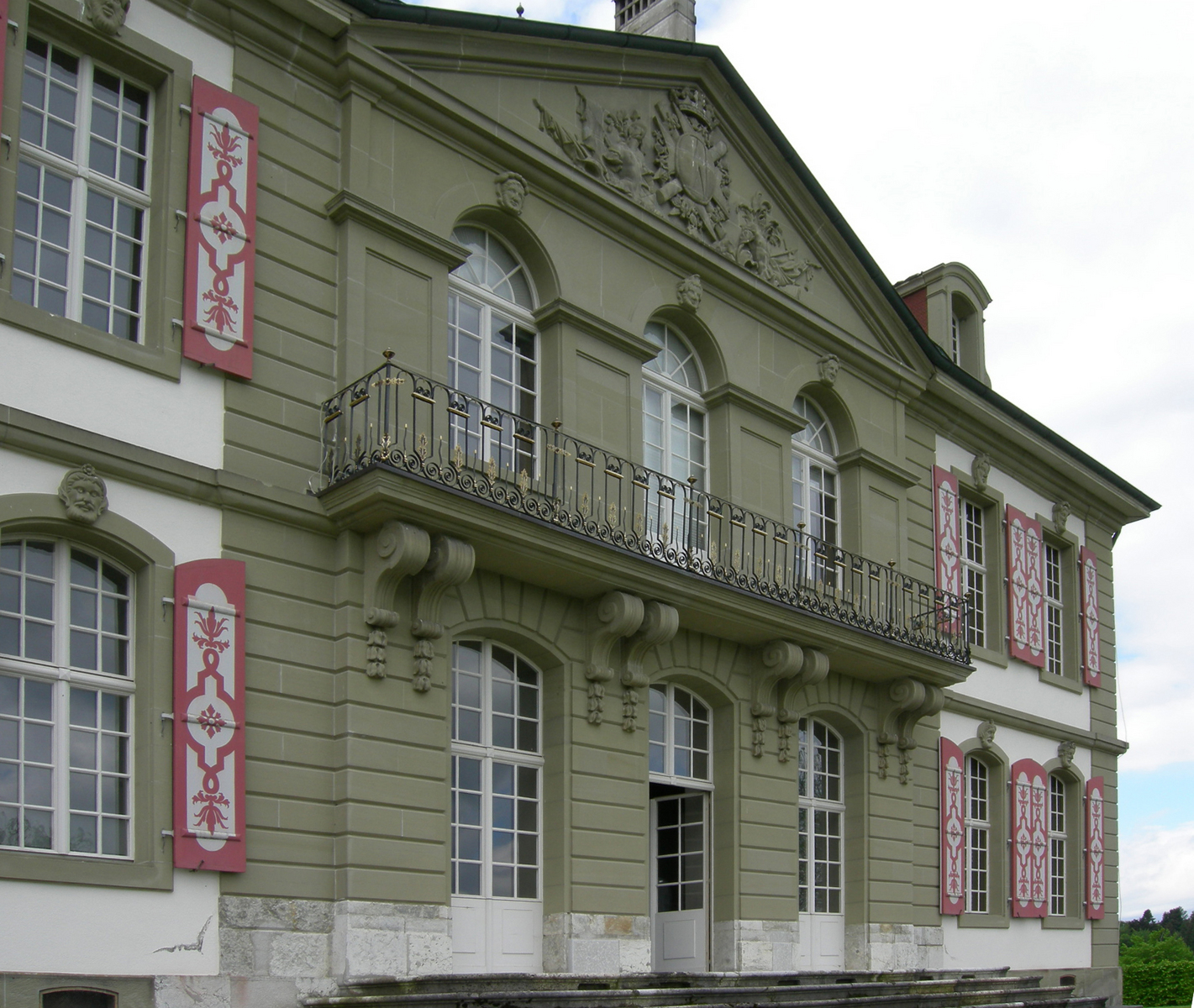
Schloss Hindelbank
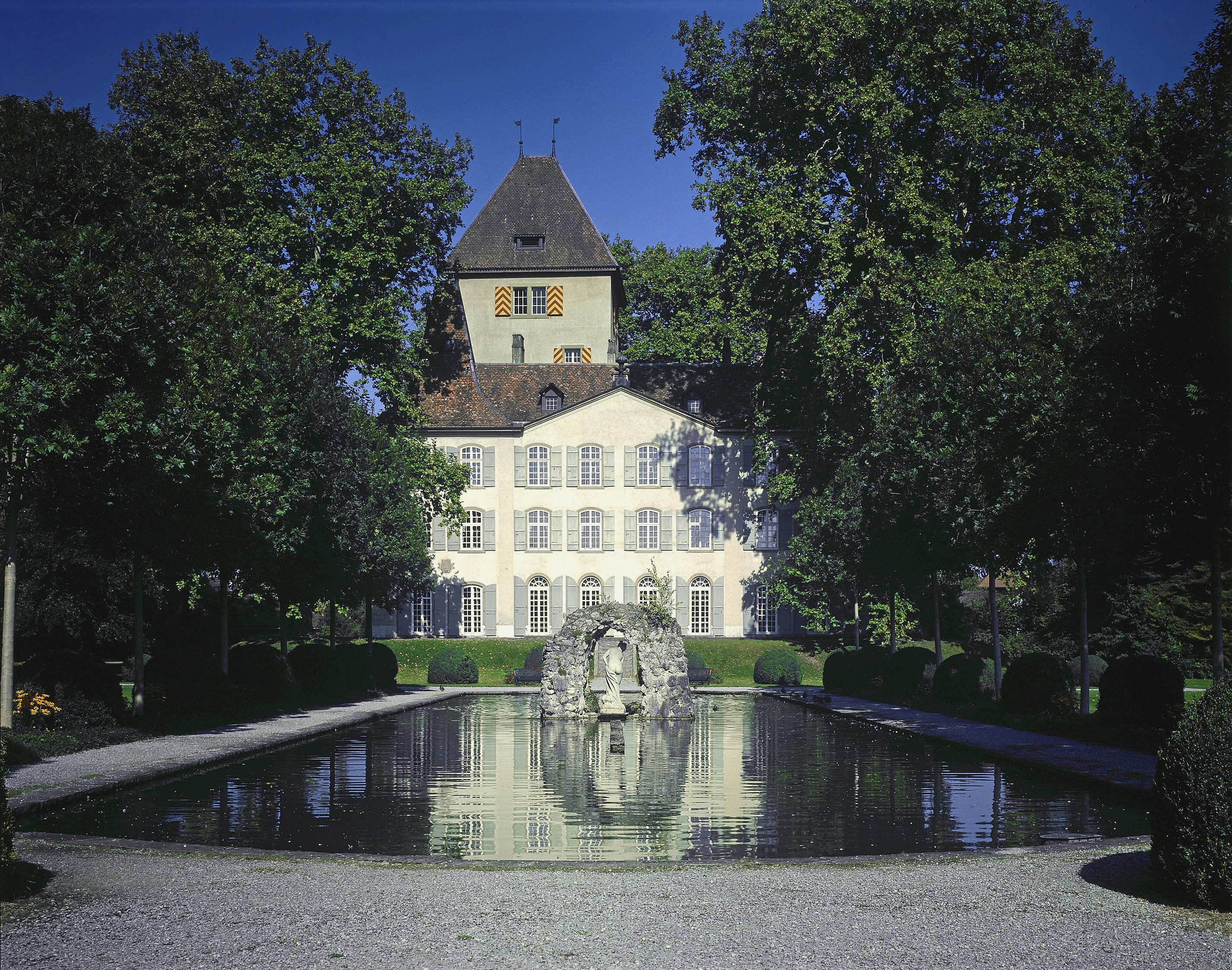
Schloss Jegenstorf
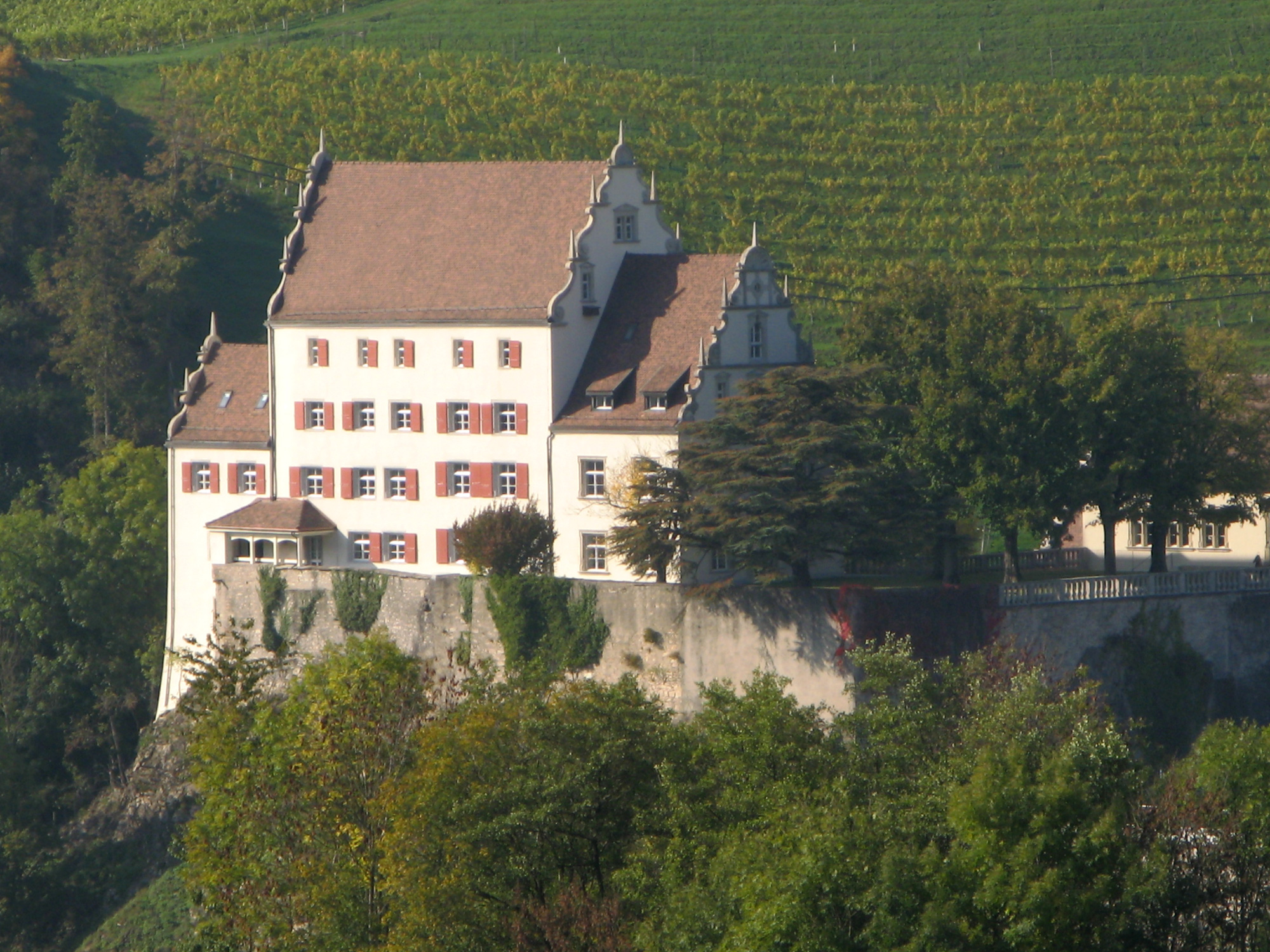
Schloss Kasteln
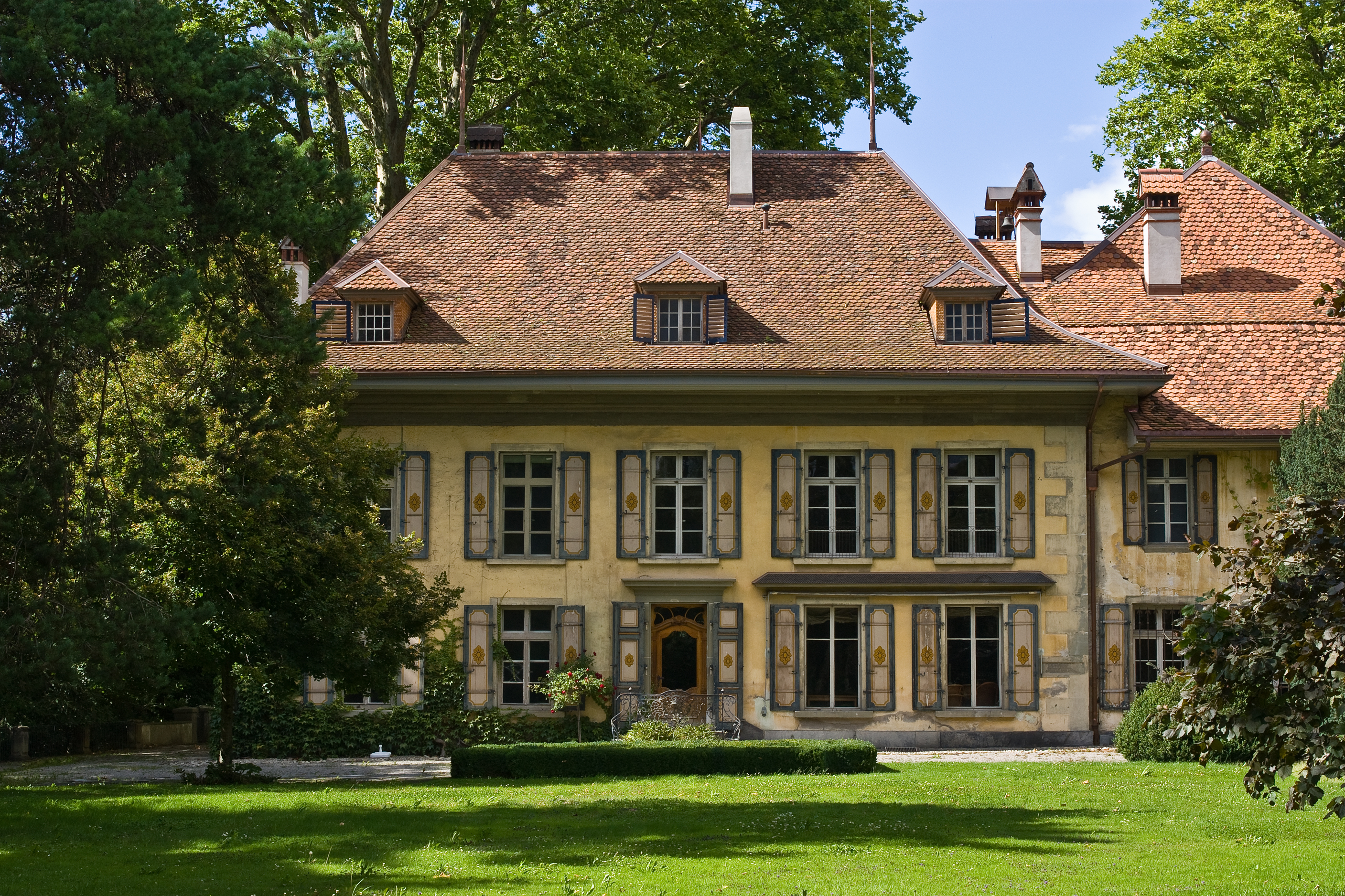
Schloss Kiesen
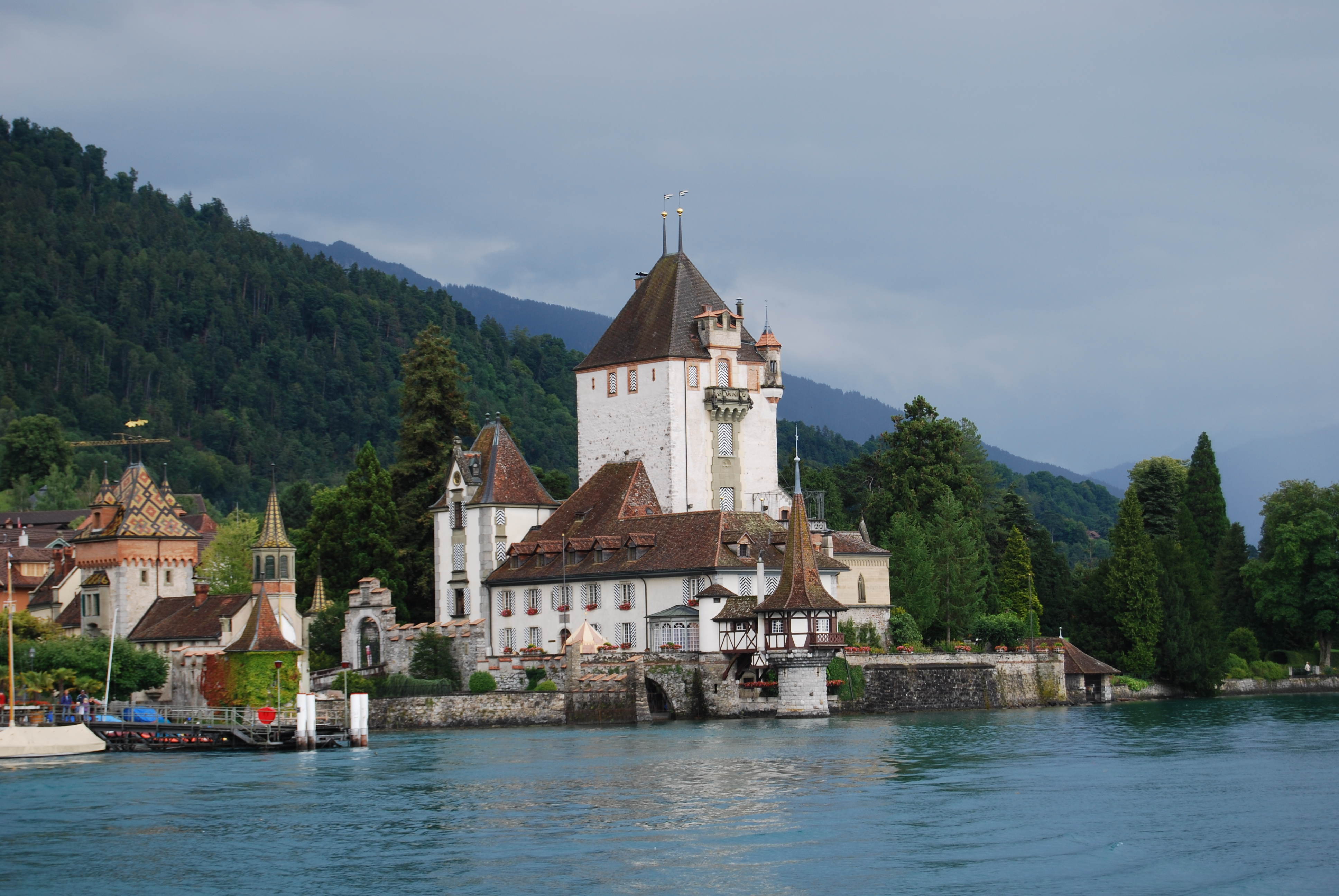
Schloss Oberhofen
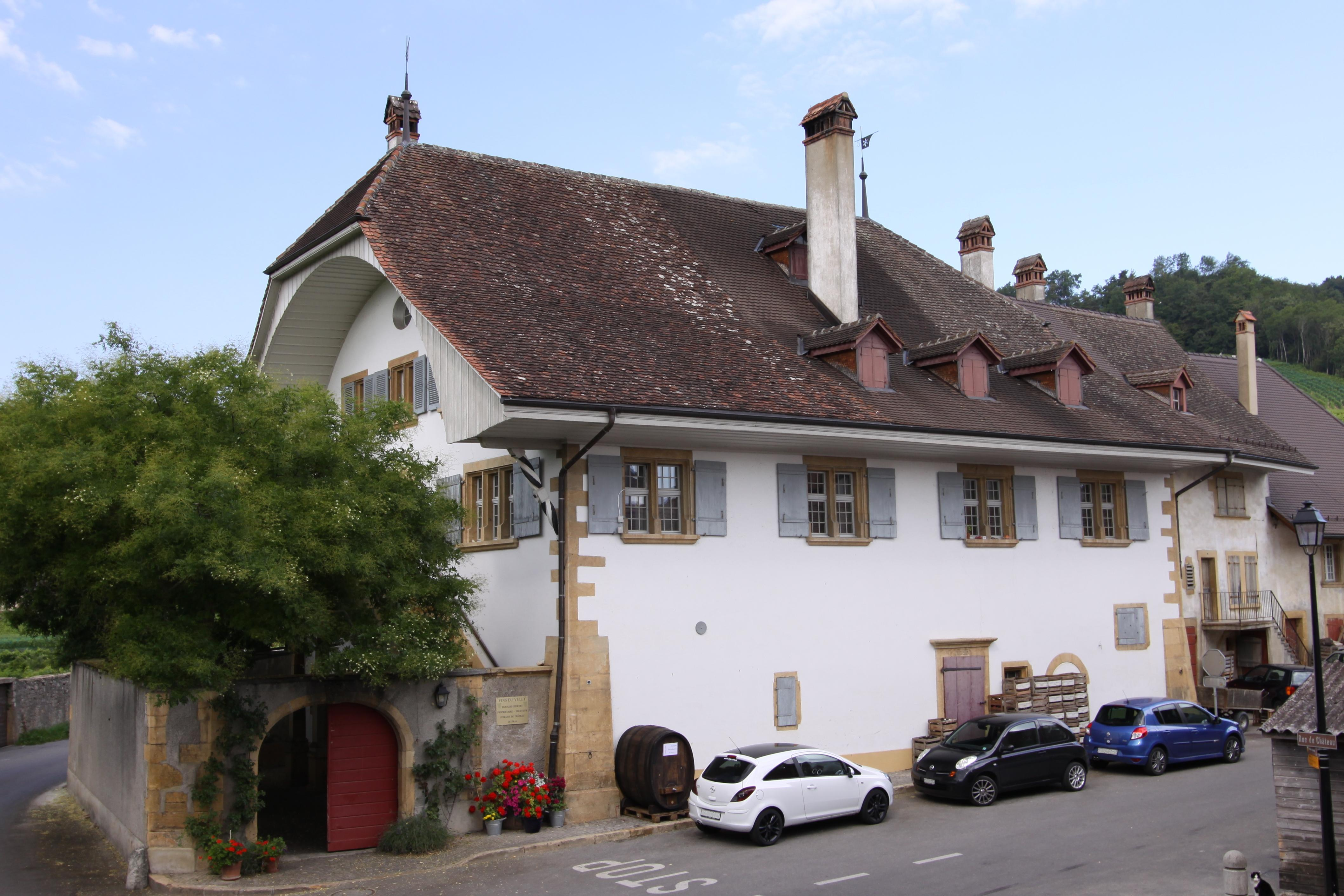
Praz, Erlach-Velga-Haus
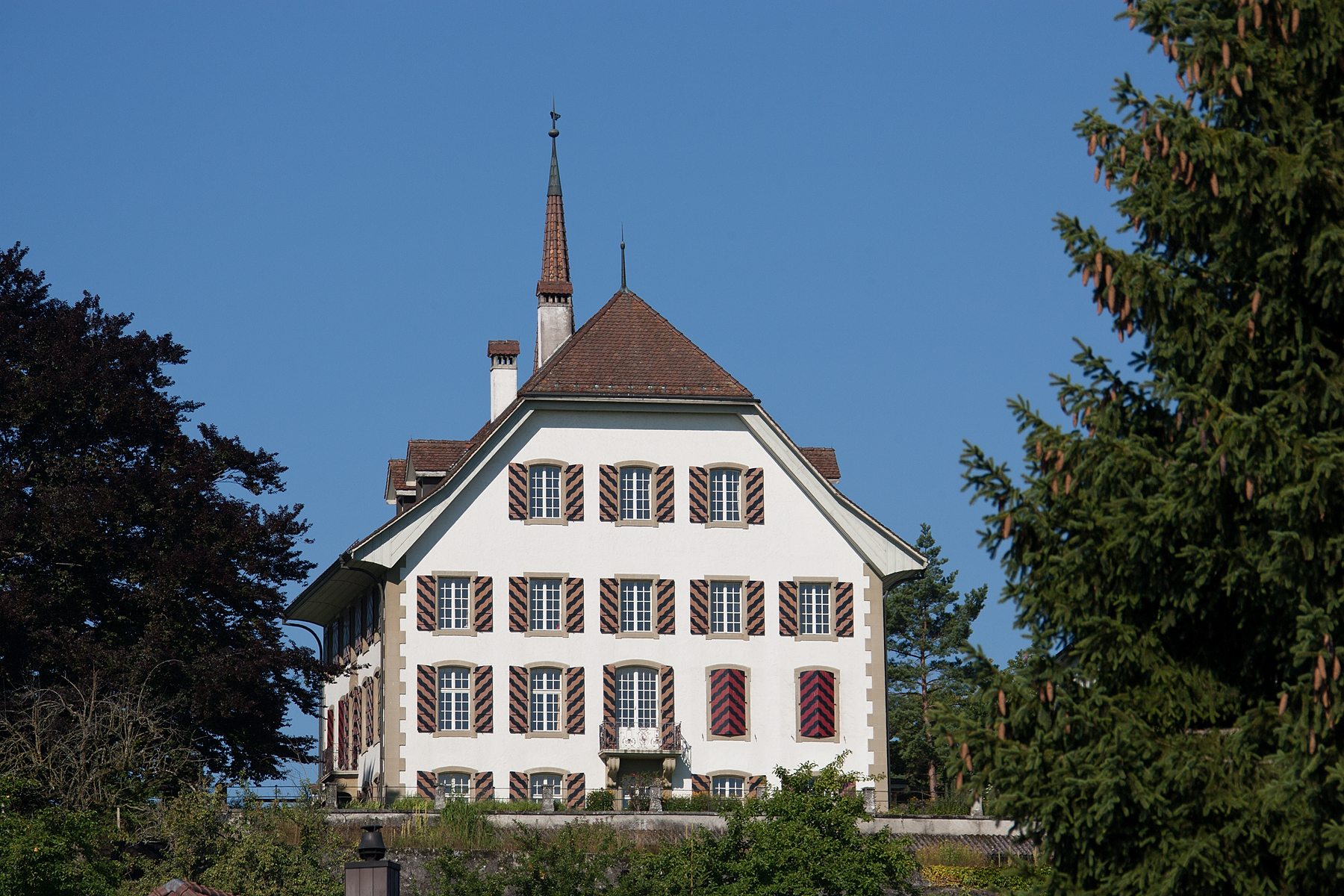
Schloss Riggisberg
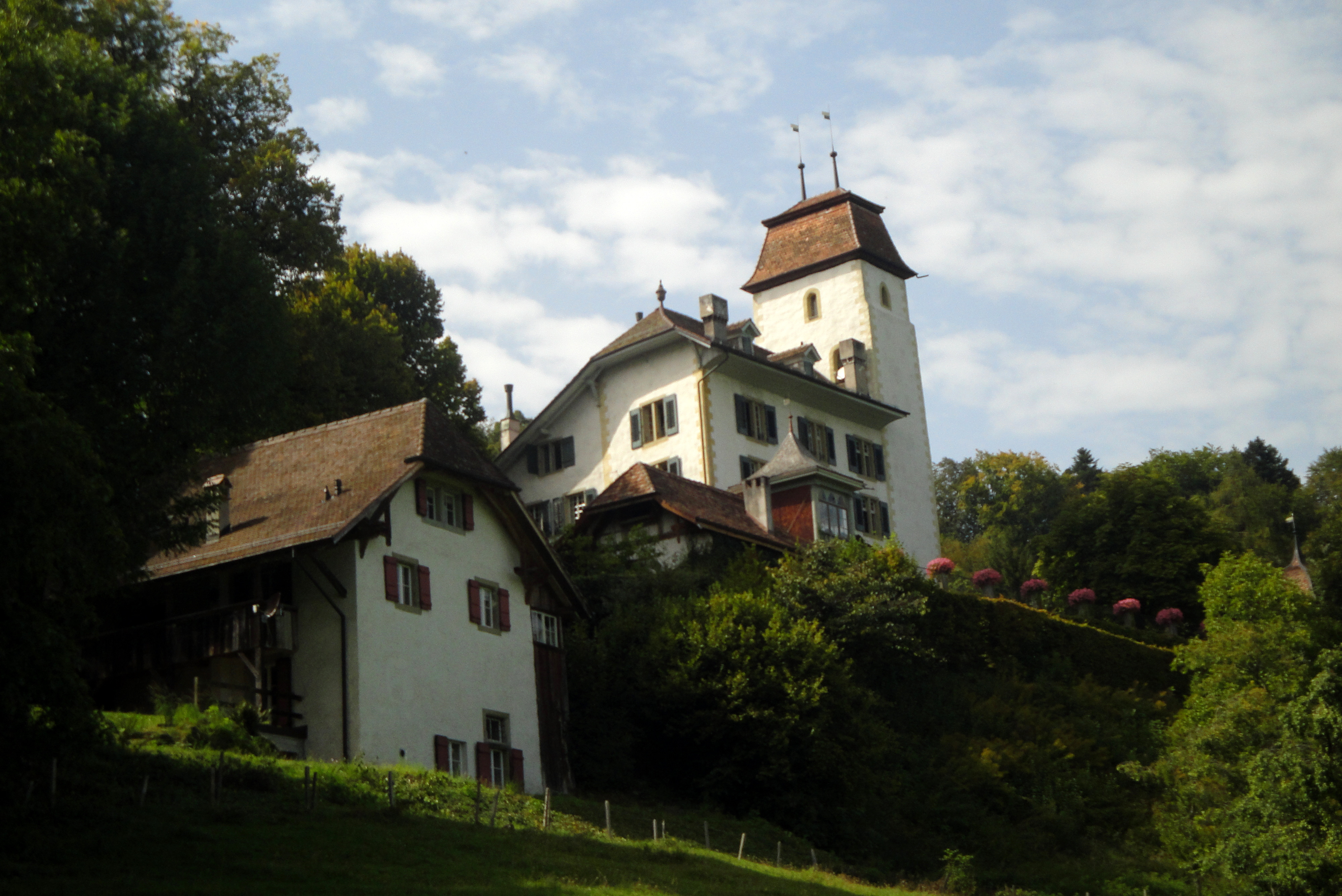
Schloss Rümligen
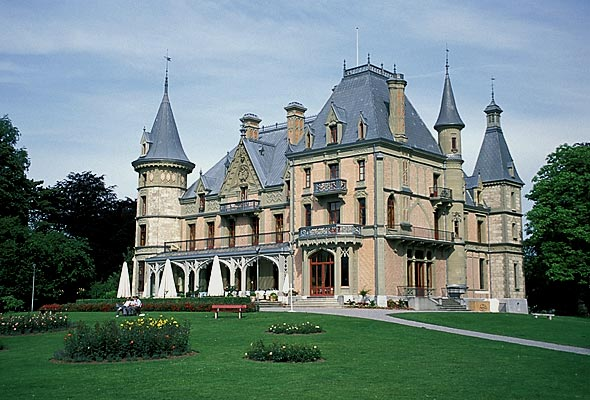
Schloss Schadau
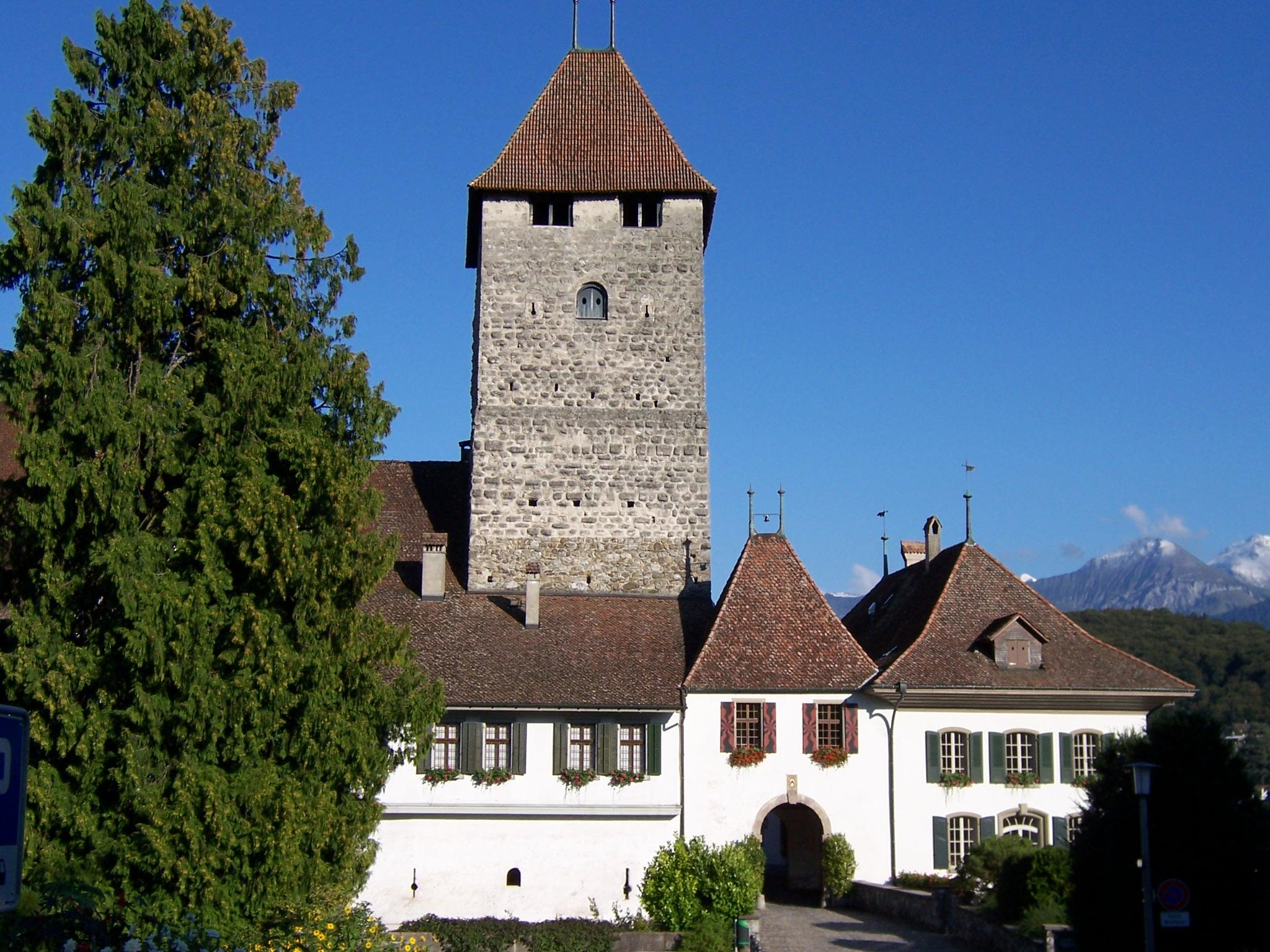
Schloss Spiez
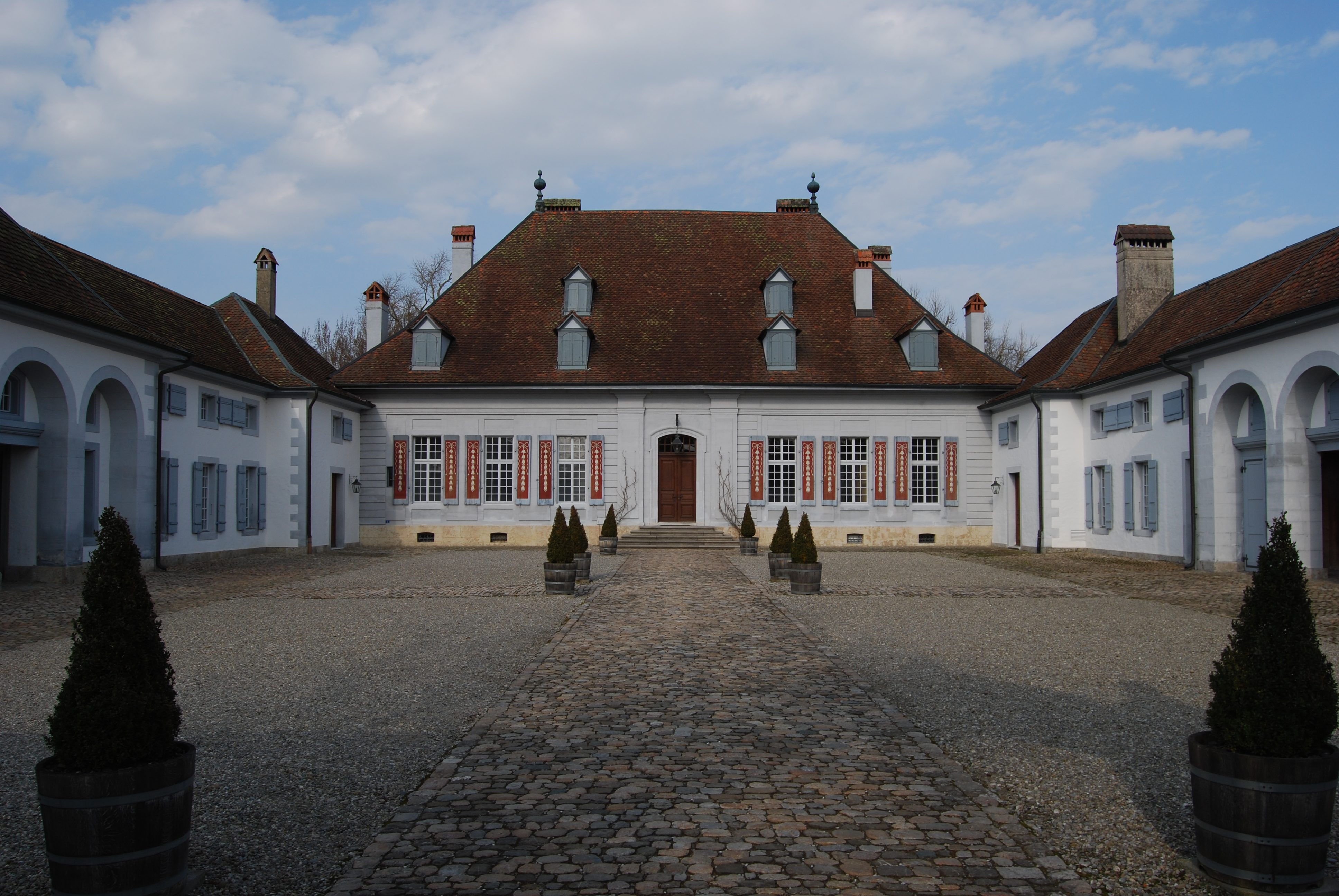
Schloss Thunstetten
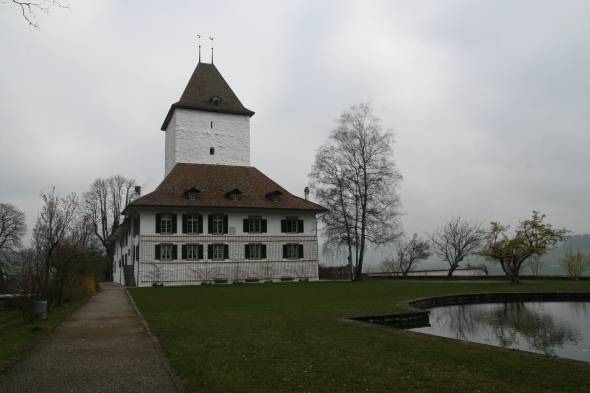
Schloss Wil
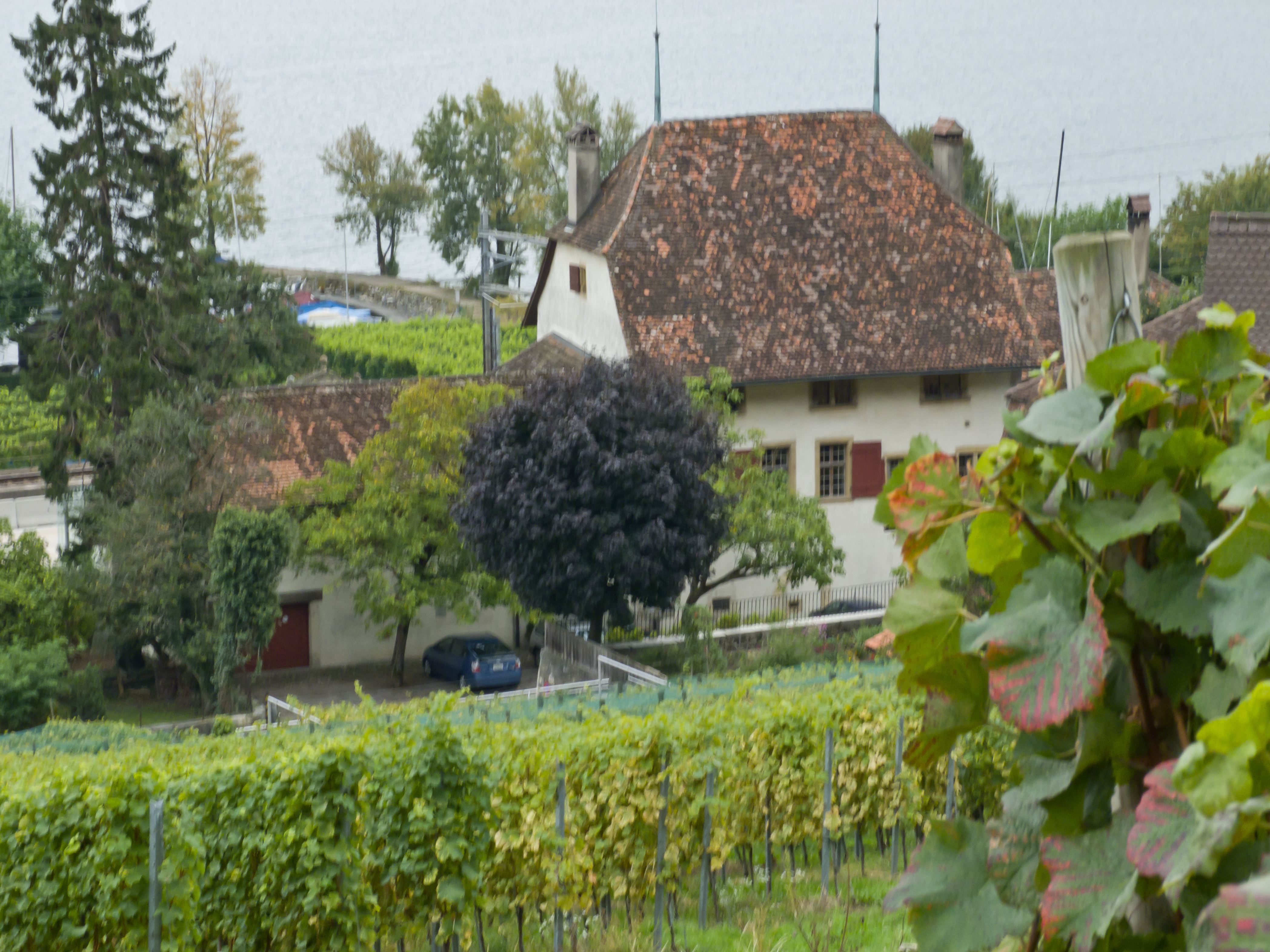
Wingreis

## Archive
- Staatsarchiv des Kantons Bern, FA von Erlach I (1234–1990)
- Staatsarchiv des Kantons Bern, FA von Erlach II (1369–1825), Zweig Gerzensee
- Staatsarchiv des Kantons Bern, FA von Erlach III (1343–20. Jh.), Zweig Hindelbank
- Staatsarchiv des Kantons Bern, FA von Erlach IV (17. Jh.–20. Jh.), Nachlass Hans-Ulrich von  Erlach
- Burgerbibliothek Bern, Bestände zur Familie von Erlach